# Бусыгин, Ярослав Алексеевич
Ярослав Алексеевич Бусыгин (род. 14 февраля 2003, Коркино, Челябинская область) — российский хоккеист, защитник.

## Биография
Начинал заниматься хоккеем в челябинском «Тракторе», в 13 лет перешёл в подольский «Витязь». С сезона 2019/20 стал играть за команду МХЛ «Русские витязи», в сезоне 2021/22 дебютировал в КХЛ.
Обладатель Кубка Регионов (2024, «Юнисон-Москва»).